# Arripis xylabion
Il kahawai settentrionale o kahawai delle Kermadec (Arripis xylabion Paulin, 1993) è un pesce pelagico della famiglia Arripidae.

## Etimologia
Il nome scientifico della specie, xylabion, deriva dal termine greco indicante le pinze da fuoco, in riferimento alla coda forcuta.
Il nome comune è utilizzato in lingua maori per indicare il salmone australiano.

## Descrizione

### Dimensioni
Misura fino a 85 cm.

### Aspetto
Si tratta di pesci dall'aspetto allungato e fusiforme, con testa conica dagli occhi moderatamente grandi (in proporzione più grandi rispetto alle specie congeneri) e bocca piuttosto piccola.

La pinna dorsale è allungata e presenta 9 raggi duri nella parte anteriore e 15-16 raggi molli più posteriormente: la pinna anale presenta 3 raggi duri e 9-10 raggi molli. La coda è omocerca, bilobata, forcuta e di poco più lunga della testa.
La colorazione è blu-verdastra dorsalmente e bianco-argentea ventralmente, con presenza di maculature irregolari sui fianchi: le pinne pettorali sono grigie, mentre il resto delle pinne sono traslucide. I giovani presentano livrea simile agli adulti, con presenza di orlo nerastro sulla pinna anale.
In generale, il kahawai settentrionale somiglia molto ai congeneri e affini kahawai orientale e kahawai occidentale, dai quali si differenzia per la coda più allungata in proporzione alle dimensioni del corpo, gli occhi più grandi ed il differente numero di filamenti sull'arco branchiale

## Biologia
Si tratta di pesci pelagici e tendenzialmente gregari, che si muovono nelle acque superficiali passando gran parte della propria giornata alla ricerca di cibo.

### Alimentazione
Si tratta di pesci carnivori, la cui dieta si compone perlopiù di piccoli pesci e crostacei pelagici.

### Riproduzione
La biologia riproduttiva di questi pesci rimane oscura, tuttavia si ritiene che essa non differisca significativamente da quanto osservabile dalle specie congeneri.

## Distribuzione e habitat
Il kahawai settentrionale è diffuso nel mar di Tasman, risultando osservabile a Norfolk, Lord Howe e a nord-est fino alle isole Kermadec.
Si tratta di pesci pelagici che occupano le acque superficiali della piattaforma continentale, prediligendo le aree a fondale sabbioso o a copertura a posidonia o kelp.